# Ronde van Taiwan 2020
De 18e editie van de Ronde van Taiwan vond in 2020 plaats van 1 tot en met 5 maart. De start lag net als in de voorgaande edities in Taipei en de finish lag in Kaohsiung. Er stonden 85 renners aan de start. De wedstrijd maakte deel uit van de UCI Asia Tour 2020, in de categorie 2.1. In 2019 won de Australiër Jonathan Clarke. Dit jaar won de Australiër Nicholas White.

## Deelnemende ploegen
| ProTeam                  | Continentaal                       | Continentaal                    | Nationaal |
| ------------------------ | ---------------------------------- | ------------------------------- | --------- |
| Burgos-BH                | Team Hrinkow Advarics Cycleang     | Memil–CCN Pro Cycling           | Taiwan    |
| NIPPO DELKO One Provence | Team BridgeLane                    | Black Spoke Pro Cycling Academy |           |
|                          | Elevate-Webiplex Pro Cycling       | Team Ukyo                       |           |
|                          | Utsunomiya Blitzen                 | Team Sapura Cycling             |           |
|                          | Terengganu Cycling Team            | PGN Road Cycling Team           |           |
|                          | ProTouch                           | SSOIS Miogee                    |           |
|                          | St George Continental Cycling Team | Cambodia Cycling Academy        |           |

## Etappe-overzicht
| etappe | datum   | start     | finish           | type       | afstand  | winnaar        | klassementsleider |
| ------ | ------- | --------- | ---------------- | ---------- | -------- | -------------- | ----------------- |
| 1e     | 1 maart | Taipei    | Taipei           | Vlakke rit | 83,2 km  | Eric Young     | Eric Young        |
| 2e     | 2 maart | Taoyuan   | Jiaobanshan Park | Heuvelrit  | 118,9 km | Ryan Cavanagh  | Ryan Cavanagh     |
| 3e     | 3 maart | Hsinchu   | Shingan          | Heuvelrit  | 156,5 km | Nicholas White | Ryan Cavanagh     |
| 4e     | 4 maart | Pingtung  | Dapeng Bay       | Vlakke rit | 174,3 km | Eric Young     | Ryan Cavanagh     |
| 5e     | 5 maart | Kaohsiung | Kaohsiung        | Vlakke rit | 128,5 km | Eric Young     | Nicholas White    |

## Eindklassementen
| Plaats    | Naam            | Ploeg                              | Tijd      |
| --------- | --------------- | ---------------------------------- | --------- |
| Gele trui | Nicholas White  | Team BridgeLane                    | 14u39'42" |
| 2         | Ryan Cavanagh   | St George Continental Cycling Team | +04"      |
| 3         | Marcus Culey    | Team Sapura Cycling                | +14"      |
| 4         | Feng Chun-kai   | Taiwan                             | +15"      |
| 5         | Jaume Sureda    | Burgos-BH                          | +17"      |
| 6         | Youcef Reguigui | Terengganu Cycling Team            | z.t.      |
| 7         | Hideto Nakane   | NIPPO DELKO One Provence           | z.t.      |
| 8         | Benjamin Hill   | Team BridgeLane                    | +21"      |
| 9         | Delio Fernández | NIPPO DELKO One Provence           | +22"      |
| 10        | George Simpson  | Elevate-Webiplex Pro Cycling       | z.t.      |
|           |                 |                                    |           |
| 75        | André Looij     | SSOIS Miogee                       | +30'51"   |

| Plaats      | Naam           | Ploeg                        | Punten |
| ----------- | -------------- | ---------------------------- | ------ |
| Groene trui | Eric Young     | Elevate-Webiplex Pro Cycling | 66     |
| 2           | Nicholas White | Team BridgeLane              | 61     |
| 3           | Jaume Sureda   | Burgos-BH                    | 50     |
|             |                |                              |        |
| 32          | André Looij    | SSOIS Miogee                 | 4      |

| Plaats        | Naam         | Ploeg                           | Punten |
| ------------- | ------------ | ------------------------------- | ------ |
| Bolletjestrui | Marcus Culey | Team Sapura Cycling             | 22     |
| 2             | Roman Majkin | Cambodia Cycling Academy        | 22     |
| 3             | James Oram   | Black Spoke Pro Cycling Academy | 18     |

2003 · 2004 · 2005 · 2006 · 2007 · 2008 · 2009 · 2010 · 2011 · 2012 · 2013 · 2014 · 2015 · 2016 · 2017 · 2018 · 2019 · 2020 · 2021 · 2022 · 2023 · 2024 · 2025